# Vale de Figueira (São João da Pesqueira)
Vale de Figueira é uma povoação portuguesa sede da Freguesia de Vale de Figueira do Município de São João da Pesqueira, freguesia com 10,39 km² de área e 356 habitantes (censo de 2021), tendo, por isso, uma densidade populacional de 34,3 hab./km².

## Demografia
A população registada nos censos foi:
| Distribuição da População por Grupos Etários | Distribuição da População por Grupos Etários | Distribuição da População por Grupos Etários | Distribuição da População por Grupos Etários | Distribuição da População por Grupos Etários |
| -------------------------------------------- | -------------------------------------------- | -------------------------------------------- | -------------------------------------------- | -------------------------------------------- |
| Ano                                          | 0-14 Anos                                    | 15-24 Anos                                   | 25-64 Anos                                   | > 65 Anos                                    |
| 2001                                         | 87                                           | 70                                           | 267                                          | 161                                          |
| 2011                                         | 48                                           | 45                                           | 234                                          | 135                                          |
| 2021                                         | 22                                           | 29                                           | 175                                          | 130                                          |

## Património
- Igreja Matriz de Vale de Figueira;
- Capela de Santa Bárbara;
- Capela de Santo António, em Olhos;
- Capela do Divino Espírito Santo, em Vale da Vila.
- Ponte Ferroviária de Ferradosa